# Ланчхутський муніципалітет
Ланчху́тський муніципалітет (груз. ლანჩხუთის მუნიციპალიტეტი, lančxutis municipaliteti; до 2006 р. Ланчху́тський район) — муніципалітет у складі мхаре Гурія, південно-західна Грузія. Займає північно-західну частину історичної області Гурія. Адміністративний центр — Ланчхуті.

## Історія
Територія муніципалітету складала одну з частин Гурійського князівства, у складі якого 1810 року перейшла під протекторат Російської імперії, а в 1829 році повністю увійшла до її складу.
...
1995 року Ланчхутський район входить до складу створеного Гурійського краю. 2006 року Ланчхутський район перейменовано в муніципалітет Ланчхуті.

## Населення
Населення муніципалітету становить 31 486 осіб (2014 рік).

## Адміністративний поділ
До складу муниципалитету входять 16 сакребуло: 1 міське и 15 сільських (soplis)